# 大久保良順
大久保 良順（おおくぼ りょうじゅん、1915年9月11日 - 2010年10月28日）は、天台宗の僧。大正大学長を務めた。
神奈川県平塚市生まれ。1938年大正大学文学部仏教学科卒。40年同大学院修了。天台宗天王寺住職。大正大学助教授、教授、1985年学長。天台宗大僧正。三十三間堂本坊・妙法院門跡、同名誉門主。大久保良峻は甥。1987年、勲三等瑞宝章受章。

## 著書
- 『観音経入門』大蔵出版 大蔵新書 1977
- 『一乗要決』仏典講座 大蔵出版 1990
- 『法華経の教え 戸津説法』春秋社 1997

### 共編など
- 硲慈弘『天台宗史概説』補注 大蔵出版 1969
- 『日本仏教の宗祖』金岡秀友共編 東京堂出版 1977
- 『仏教文学を読む』編 講談社 1986
- 『國譯一切経 和漢撰述部 諸宗部 3 改訂 摩訶止観』田村德海訳 大久保校訂 大東出版社 新版2005 (6刷目)
- 『日本思想大系9　天台本覚論』多田厚隆・田村芳朗・浅井圓道と共校注・解説（岩波書店、1973）
  - 新版 『原典日本仏教の思想 続2　天台本覚論』1995

### 記念論文集
- 『仏教文化の展開 大久保良順先生傘寿記念論文集』山喜房仏書林 1994

## 注
1. ↑  大久保良順氏が死去:日本経済新聞 - archive.today（2015年5月8日アーカイブ分）
2. ↑  『現代日本人名録』
3. ↑  「秋の叙勲に4575人　女性が史上最高の379人」『読売新聞』1987年11月3日朝刊